# 视频显示公司
视频显示公司（英語：Video Display Corp.），是一家位于美国乔治亚州塔克镇的数字设备公司、及运用于数据显示屏幕的阴极射线管制造商及分销商。

## 历史
1975年，罗纳德·奥德韦创建视频显示公司，并担任主席和首席执行官。罗纳德·奥德韦现在仍然是公司最大股东。

## 产品与市场
视频显示公司的最大商业内容是设计和制造数字放映机及方案，主要客户是国防承包商，包括有波音公司、洛克希德·马丁公司等，主要用于飞行模拟和训练。此外公司的视频显示设备也用于工业和医疗行业。他最大的数字投影仪显示装置基地位于佛罗里达州卡纳维拉尔角。
视频显示公司也生产和承包分销视频显示终端的阴极射线管。它旗下的AYON Cyber Security子公司，位于佛罗里达州棕榈湾，为国防工业、安防及监控行业等生产视频显示器。